# Parasitflugor
Parasitflugor (Tachinidae) är en familj inom insektsordningen tvåvingar som tillhör underordningen flugor. Familjen innehåller över 8 000 arter världen över. I Sverige finns cirka 300 arter .
Till utseendet är parasitflugorna en mycket varierad grupp, ett gemensamt drag är dock att de fullbildade individerna har en kompakt kroppsbyggnad och en hårig bakkropp. Särskilt baktill på bakkroppen finns ofta tätt med kraftiga borst. Storleken varierar mellan olika arter från omkring 5 millimeter upp till 20 millimeter. Många arter är mörkt färgade och de mindre av dessa arten påminner ofta något om ovanligt håriga husflugor. Andra arter har ljusare färger eller inslag av färger som rött, gulaktigt eller blåaktigt, som kan ha metalliskt lyster. Vingarna är genomskinliga till något rökfärgade och kan hos en del arter vara fläckiga eller delvis färgade.
Som larver lever parasitflugorna just som deras namn anger som parasiter på andra insekter eller deras larver, något som gör att många arter av parasitflugor är användbara för biologisk bekämpning av skadeinsekter. Honorna lägger äggen antingen direkt på värddjurets kropp eller i anslutning till en för värddjuret tänkbar födokälla. Som fullbildade insekter livnär sig parasitflugor på olika söta vätskor, som nektar.

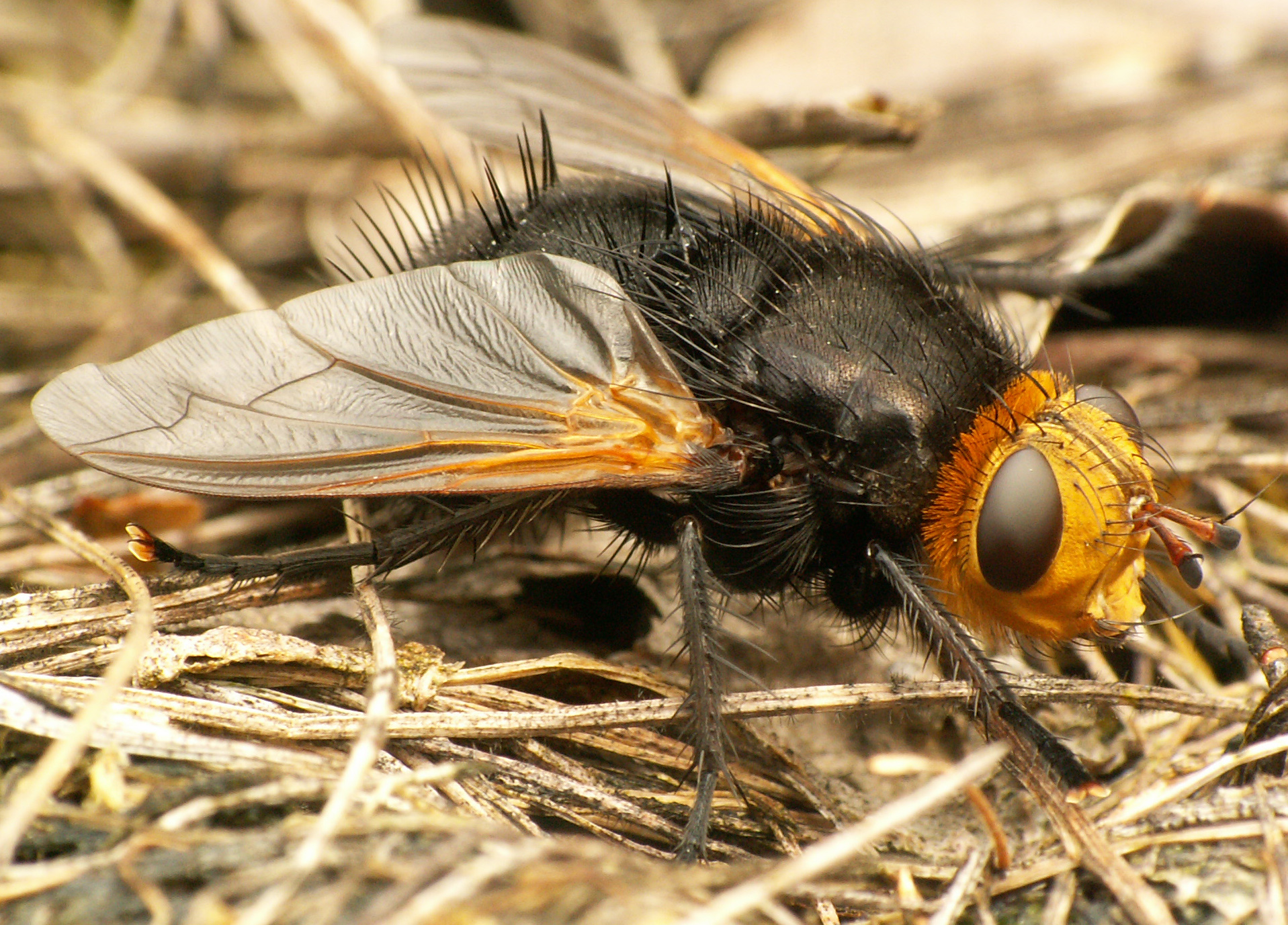
Tachina grossa
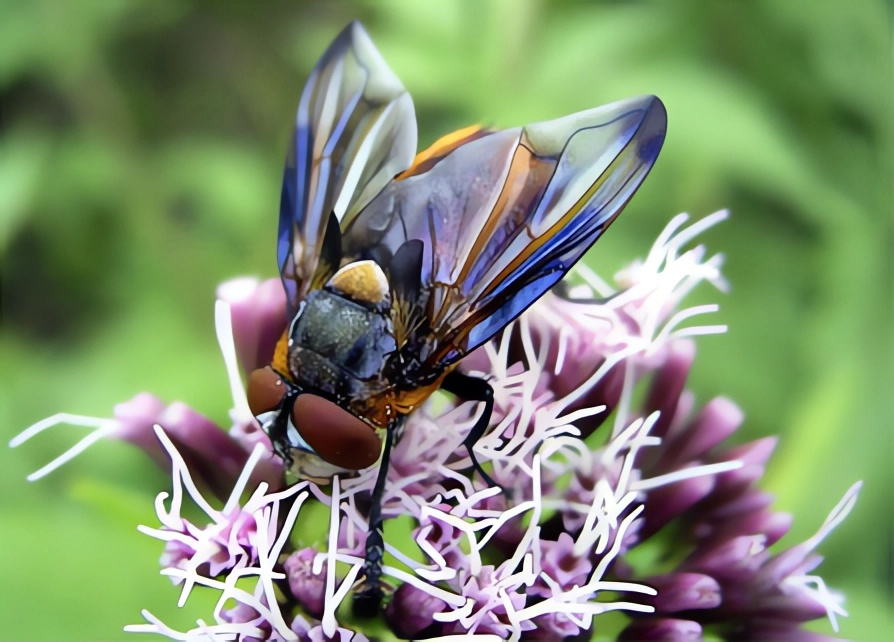
Phasia hemiptera
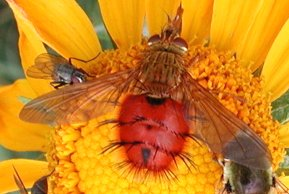
Adejeania vexatrix